# Бирюков, Иван Семёнович
Иван Семёнович Бирюков (1918—1944) — старший лейтенант Рабоче-крестьянской Красной Армии, участник Великой Отечественной войны, Герой Советского Союза (1944).

## Биография
Иван Бирюков родился 6 октября 1918 года в деревне Мосоловка (ныне — Рассказовский район Тамбовской области) в семье крестьянина. Получил неполное среднее образование, после чего работал в колхозе. В мае 1941 года был призван на службу в Рабоче-крестьянскую Красную Армию Платоновским районным военным комиссариатом Тамбовской области. С начала Великой Отечественной войны на её фронтах. К июню 1944 года гвардии старший лейтенант Бирюков был старшим адъютантом батальона 199-го гвардейского стрелкового полка 67-й гвардейской стрелковой дивизии 6-й гвардейской армии 1-го Прибалтийского фронта. Особенно отличился во время боёв за освобождение Витебской области Белорусской ССР.
23 июня 1944 года, во время прорыва немецкой обороны у деревни Сиротино Шумилинского района Витебской области, Бирюков смог умело организовать управление своим подразделением и обеспечение их в бою. 24 июня Бирюков вместе с группой бойцов, несмотря на шквальный огонь, переправился через Западную Двину в районе деревни Дворище Бешенковичского района и захватил плацдарм. Принял участие в отражении десяти вражеских контратак пехотных и танковых сил. В этом бою Бирюков погиб. Похоронен на левом берегу Западной Двины в 300 метрах к западу от деревни Лабейки Шумилинского района, впоследствии был перезахоронен в братской могиле у деревни Узречье Бешенковичского района.
Указом Президиума Верховного Совета СССР от 22 июля 1944 года за «образцовое выполнение боевых заданий командования на фронте борьбы с немецко-фашистскими захватчиками и проявленные при этом мужество и героизм» гвардии старший лейтенант Иван Бирюков посмертно был удостоен высокого звания Героя Советского Союза.

## Награды
- Медаль «За оборону Сталинграда» (22.12.1942)[2]
- Орден Красной Звезды (2.1.1944)[3]
- Медаль «Золотая Звезда» Героя Советского Союза и Орден Ленина (22.7.1944)[2].

## Память

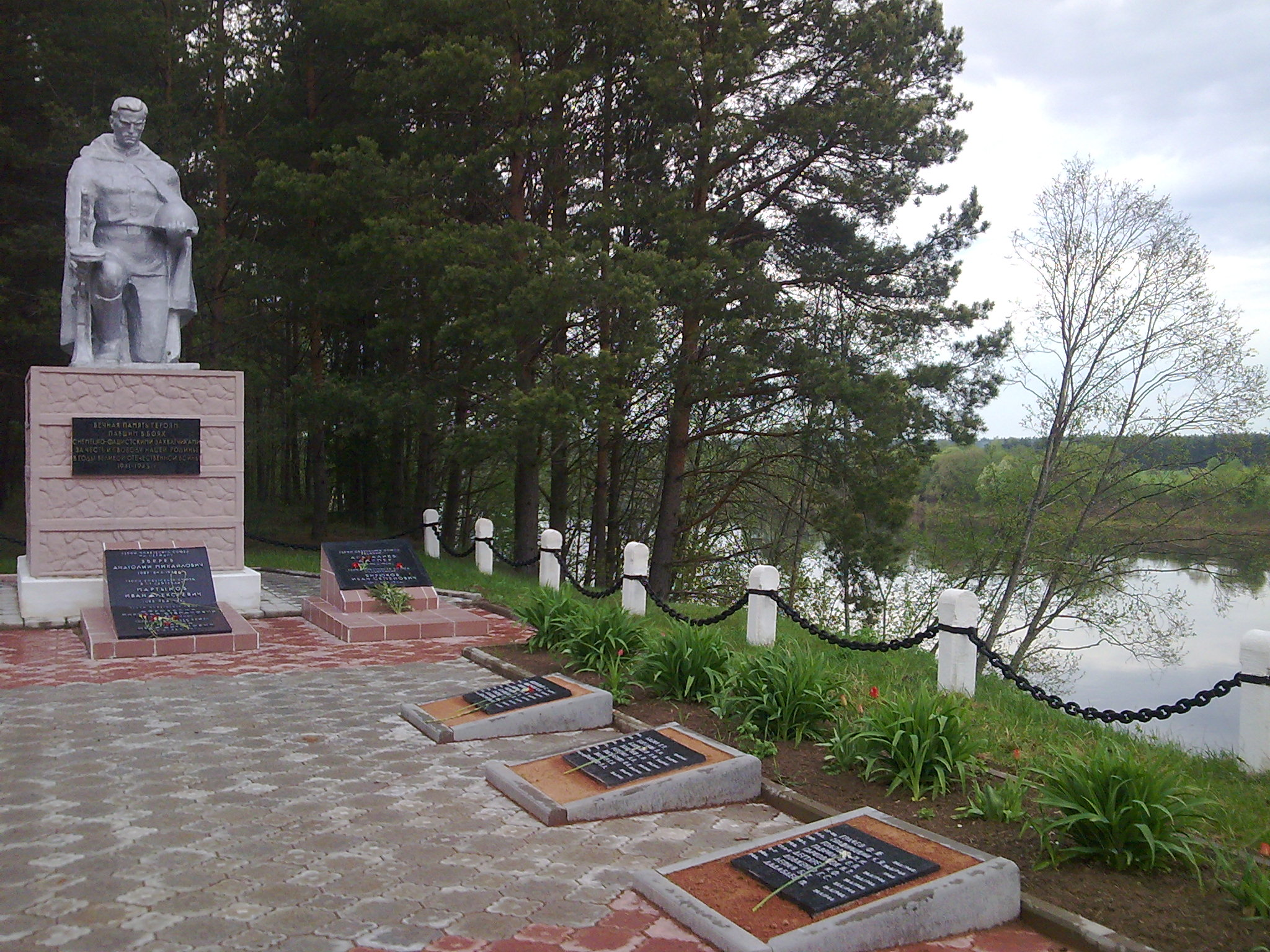
Мемориальный комплекс в Узречье, где похоронен И. С. Бирюков

- Похоронен в деревне Узречье Улльского сельсовета Бешенковичского района Витебской области Беларуси.
- В 1959 году над братской могилой, где похоронен Герой, установлен памятник[1].
- Обелиск в честь Бирюкова установлен в деревне Сиротино.